# Petr Dolínek
Petr Dolínek (né le 27 mars 1981 à Vyškov) est un homme politique tchèque membre du parti social démocrate tchèque. Depuis octobre 2017 il est député de Prague. 
Il a été conseiller au conseil de Prague de 2010 à 2018 et maire adjoint de la ville de 2014 à 2018. Il a aussi été conseiller municipal pour l’arrondissement de Prague 6 de 2010 à 2014.

## Biographie
Petr Dolínek a étudié à la Faculté des arts de l'Université Charles. Durant ses études, il participe au Forum des étudiants 2000, prenant part à l'organisation du Forum mondial de la jeunesse des Nations unies au Sénégal ou à l'audition de la jeunesse à Bruxelles.
Avant sa carrière politique, il travaille entre autres dans le secteur privé pour Thomson Multimédia République tchèque, où il participe aux activités de marketing et communication. Il est également le rédacteur en chef du journal Pražské listy.
Il est marié et a deux enfants.

## Action politique
Depuis 1995, il est membre des Jeunes sociaux-démocrates, qu'il préside pendant deux mandats. Depuis 1999, il est membre du Parti social-démocrate tchèque, où il participe à plusieurs instances dirigeantes du parti. Il travaille en tant qu'expert et conseiller pour la jeunesse et en tant que rapporteur parlementaire pour le ministre de l'Éducation, de la Jeunesse et des Sports.
Pendante la période 2010-2014, il est conseiller de Prague et conseiller municipal du 6e arrondissement de Prague. Il assure le rôle de conseiller pour la protection sociale, le logement et les fonds européens, de président du comité d'audit et vice-président du comité des technologies de l'information et des fonds européens.
En 2014, il devient maire adjoint de la ville de Prague au sein de la coalition municipale, chargé des transports et des fonds européens.
En août 2018, il tente à plusieurs reprises de renforcer la coopération avec l'entreprise Penta pour les travaux de la ligne de métro D de Prague. Il propose également la construction d'un téléphérique à Letná en coopération avec une société privée Lanovka Letná. Le projet a été retiré faute de soutien.
Le 10 mars 2017, il est élu, avec 366 voix, vice-président de son parti lors du 39e congrès du ČSSD à Brno. Il conserve ce poste jusqu'en février 2018.
Lors des élections législatives tchèques de 2017, il est tête de liste du ČSSD pour la circonscription de Prague et est élu député.
Le 24 avril 2018, il présente le projet de démolition du pont de Libeň ce qui provoque des manifestations sur l'ouvrage alors que le pont, en mauvais état est partiellement interdit à la circulation.
Aux élections municipales de 2018, il était en 5e position sur la liste de son parti pour la ville de Prague, mais le ČSSD n'a pas obtenu un seul siège. Le même échec est constaté pour l'arrondissement de Prague 6.